# Dipelicus
Dipelicus je rod kornjaša iz porodice Dynastidae, smješten 1957. u vlastiti podtribus Dipelicina. Postoji 37 priznatih vrsta.
Rod je raširen po Australiji, Indoneziji (otoci Wetar i Nova Gvineja), a jedna vrsta i na Vanuatuu i Novoj Kaledoniji.

## Vrste
1. Dipelicus acutus Silvestre, 2006
2. Dipelicus alveolatus (Heller, 1897)
3. Dipelicus bicarinatus Silvestre, 2006
4. Dipelicus bidens Arrow, 1910
5. Dipelicus borneensis Arrow, 1911
6. Dipelicus bovilli (Blackburn, 1888)
7. Dipelicus cantator Arrow, 1910
8. Dipelicus cantori Hope, 1842
9. Dipelicus centratus Endrödi, 1969
10. Dipelicus daedalus (Fabricius, 1792)
11. Dipelicus deiphobus (Sharp, 1873)
12. Dipelicus duplex (Sharp, 1875)
13. Dipelicus fastigatoides Prokofiev, 2012[3]
14. Dipelicus fastigatus Endrödi, 1969
15. Dipelicus furcatus Endrödi, 1971
16. Dipelicus geryon (Drury, 1773)
17. Dipelicus hircus (Fabricius, 1775)
18. Dipelicus indicus Endrödi, 1969
19. Dipelicus integriceps (Fairmaire, 1877)
20. Dipelicus lacordairei (Sharp, 1873)
21. Dipelicus minusculus Voirin, 1996
22. Dipelicus mitratus Silvestre, 2010
23. Dipelicus monotuberculatus Miyake & Yamaya, 1997
24. Dipelicus montrouzieri (Reiche, 1860)
25. Dipelicus nasutus Bates, 1877
26. Dipelicus optatus (Sharp, 1875)
27. Dipelicus ornatus Silvestre, 2012
28. Dipelicus pseudofastigatus Silvestre, 2015
29. Dipelicus pyramidalis Silvestre, 2006
30. Dipelicus quadratifer (Heller, 1897)
31. Dipelicus ritsemae (Heller, 1897)
32. Dipelicus sinuosus Silvestre, 2006
33. Dipelicus stanjakli Silvestre, 2013
34. Dipelicus triangularis (Montrouzier, 1855)
35. Dipelicus tridentifer Silvestre, 2012
36. Dipelicus tuberosus Silvestre, 2012
37. Dipelicus ugobosiai Silvestre, 2015